# Mikael Heimann

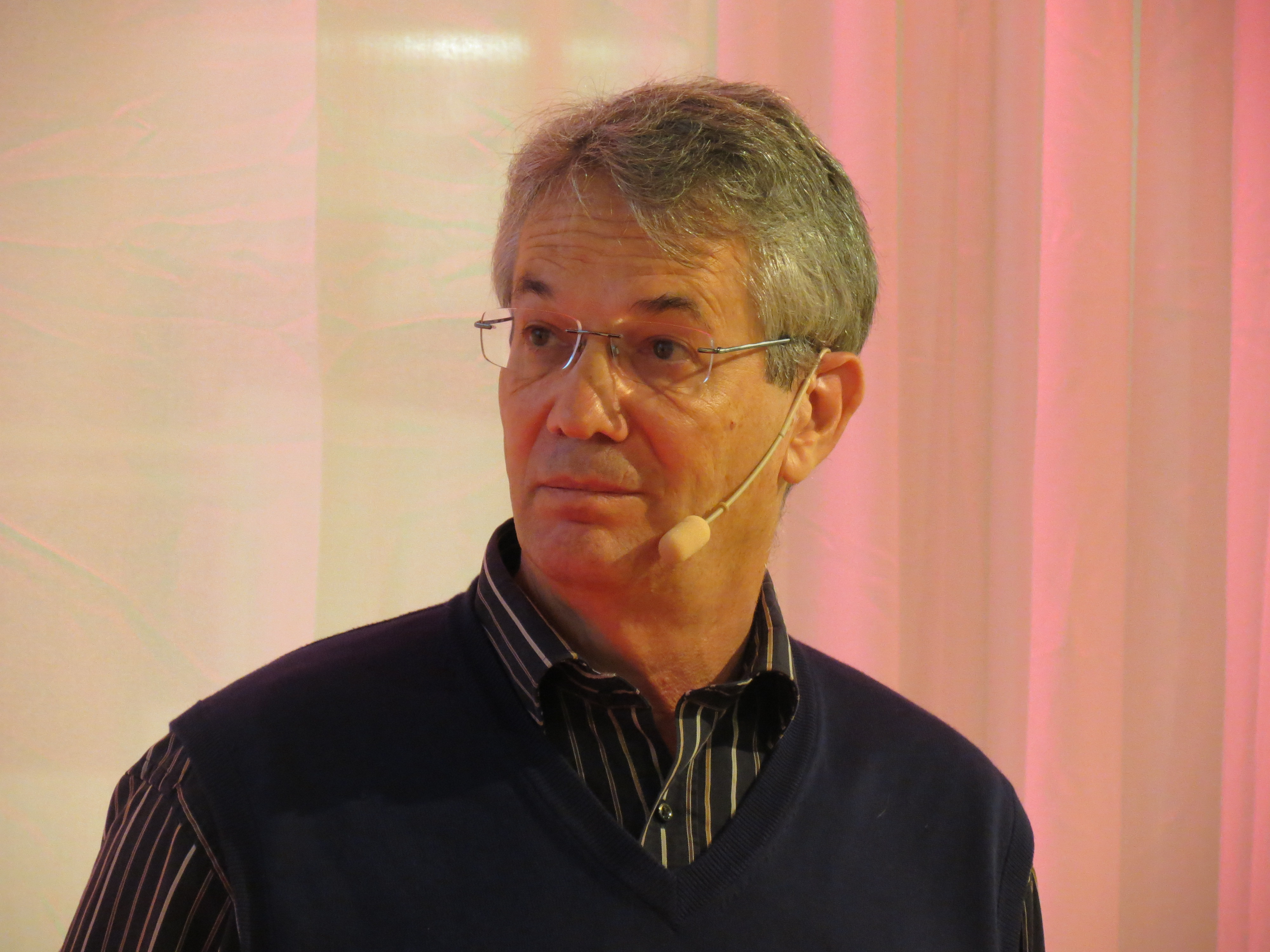
Mikael Heimann på Bokmässan i Göteborg 2014.

Mikael Heimann, född 1951 i Stockholm, professor i utvecklingspsykologi vid Linköpings universitet.
Heimann har en kandidatexamen från 1975 från Göteborgs universitet. Han tog psykologexamen 1980 vid Göteborgs universitet och blev leg psykoterapeut 1989 och specialist i klinisk psykologi 1997. 1988 blev han fil dr vid Penn State University, USA, och 1993 blev han docent vid Göteborgs universitet. 2001-2006 var Heimann professor i klinisk barn- och ungdomspsykologi vid Universitetet i Bergen. 2005 blev han professor i utvecklingspsykologi vid Linköpings universitet.
2012 blev han också prodekan för Filosofiska fakulteten vid LiU.
Heimanns forskningsområden är spädbarnspsykologi (kognition, kommunikation, imitation), utvecklingspsykopatologi (autism, språkstörningar) och läsutveckling (multimediabaserade interventionsprogram).